# Азбуквы
«Азбуквы» — книжка с картинками, созданная четырьмя авторами: филологами Марией Голованивской и Анной Левычкиной, художником Андреем Бильжо и графическим дизайнером Ириной Тархановой. Представляет собой оригинальный букварь для обучения детей чтению.
Автором идеи букваря нового типа выступила Мария Голованивская, текст был написан ей совместно с Анной Левычкиной, иллюстрации сделаны Адреем Бильжо, а общий дизайн Ириной Тархановой. Как указал в интервью Андрей Бильжо, книга ждала издания четыре года.

## Структура книги
В предисловии к книге отмечается:
В этой книге многое получилось впервые. Методика обучения чтению, художественный мир, рождающийся из букв и слов, но главное — отношение к читателю, ребенку, для которого эта книга должна стать первой. Для нас современный ребенок — это свободный человек, радостно и раскрепощённо воспринимающий мир.

Именно на таком языке мы обращались к нему.
Первую часть книги составляют развороты, посвящённые буквам русского алфавита. Каждый разворот содержит картинки и слова на соответствующие буквы. Часто примерами являются не полнозначные слова, а междометия или звукоподражания (например единственный пример на букву «Ж» — жужжание осы «Ж-ж-ж-ж-ж!», единственный пример на букву «Р» — рычание собаки: «Р-р-р-р-р-р-р-р-р!»). Затем идут три разворота с изображением людей и предметов и подписями к ним, причём слова разделены по слогам («ко-тё-нок», «я-щик»), два разворота с портретами людей, стилизованными под фотографии, и подписями имён под ними, и ещё три разворота с людьми и предметами, сопровождаемыми подписями уже без разделения на слоги. Несколько заключительных разворотов содержат короткие тексты — микро-рассказы, диалоги, скороговорки («Сидели свистели семь свиристелей») и пр.

## Критика
- Ольга Мургина[2]:

В издательстве «Вагриус» выпущена книга, явно претендующая на определение “шедевр” или хотя бы “новое слово в азбучном деле”... Пособие привлекает к себе внимание своей оригинальностью и благими намерениями. Но... Зачем было коверкать язык, выдумывая заглавие книги? Оформление книги своеобразное, но не слишком ли для маленьких мрачное? При знакомстве с буквой «П» не нашлось лучшего примера, чем «пиф, паф», обязательно было открывать стрельбу на страницах? А буква «Д» обязательно должна сопровождаться словом «Дай!»? Что-то на букву «Н» я не нашла слова «На!»